# إيفان فيدالغو
إيفان فيدالغو هو لاعب كرة قدم برتغالي في مركز الهجوم، ولد في 4 أبريل 1992 في قلمرية في البرتغال. لعب مع مافرا.

## وصلات خارجية
- إيفان فيدالغو على موقع قاعدة بيانات كرة القدم.إي يو (الإنجليزية)
- إيفان فيدالغو على موقع Soccerway.com (الإنجليزية)